# Острів Мак-Клінтока
Острів Мак-Клінтока (рос. Остров Мак-Клинтока) — безлюдний острів у складі арктичного архіпелазі Земля Франца-Йосифа, що належить Росії.

## Географія
Острів площею 612 км² є сьомим за величиною островом архіпелагу. Має приблизно прямокутну форму, максимальна довжина — близько 31 кілометра, а ширина — близько 25 км. Більша частина острова Мак-Клінтока заледеніла, найвища точка — 521 м над рівнем моря. Найпівнічніша точка острова — мис Грілі (мыс Грили), найпівденніша — мис Оппольцера (мыс Оппольцера).
Від льоду вільні лиш невеликі ділянки суші, найбільші з них розташовані на південному заході острова. Там же знаходиться астрономічний пункт і руїни старих будівель.
Озера відсутні. Наявні декілька сезонних струмків.

## Історія
Острів Мак-Клінток був відкритий у 1874 році в рамках австро-угорської експедиції на Північний полюс під керівництвом Карла Вейпрехта та Юліуса Пайєра. Названий на честь ірландського дослідника Арктики Френсіса Леопольда Мак-Клінтока (англ. Francis Leopold McClintock) .